# Carlo Toniatti
Carlo Roberto Antonio Toniatti (Zara, 11 gennaio 1892 – 1968) è stato un canottiere italiano, medaglia di bronzo nella gara di otto con nel Canottaggio ai Giochi olimpici di Parigi 1924.

## Biografia
Facente parte della società Canottieri Diadora di Zara (allora provincia del Regno d'Italia), vinse la medaglia olimpica ai Giochi di Parigi 1924 insieme al milanese Giuseppe Crivelli e agli zaratini Pietro Ivanov, Vittorio Gliubich, Bruno Sorich, i tre fratelli Cattalinich e al timoniere Latino Galasso.

## Palmarès
| Anno | Manifestazione  | Sede   | Evento   | Risultato |
| ---- | --------------- | ------ | -------- | --------- |
| 1924 | Giochi olimpici | Parigi | Otto con | Bronzo    |